# Soraya Chaouch
Soraya Chaouch est une gymnaste artistique française née le 23 août 1988 à Dijon. 

## Biographie
Soraya Chaouch rentre au pôle Espoirs de Dijon en septembre 1996, et est sacrée championne de France junior en 2001. Elle intègre l'INSEP de 2002 à 2004. 
Aux Championnats d'Europe de gymnastique artistique féminine 2002 à Patras, Soraya Chaouch est médaillée de bronze du concours général par équipes. Aux Championnats d'Europe de gymnastique artistique féminine 2004 à Amsterdam, elle est septième du concours général par équipes, dixième du concours général individuel et huitième de la finale des barres asymétriques.
Aux Jeux olympiques d'été de 2004 à Athènes, elle est sixième du concours général par équipes.
En 2007, elle délaisse la gymnastique artistique pour se consacrer au tumbling; elle termine sixième par équipe des Championnats du monde 2007.